# がらくた

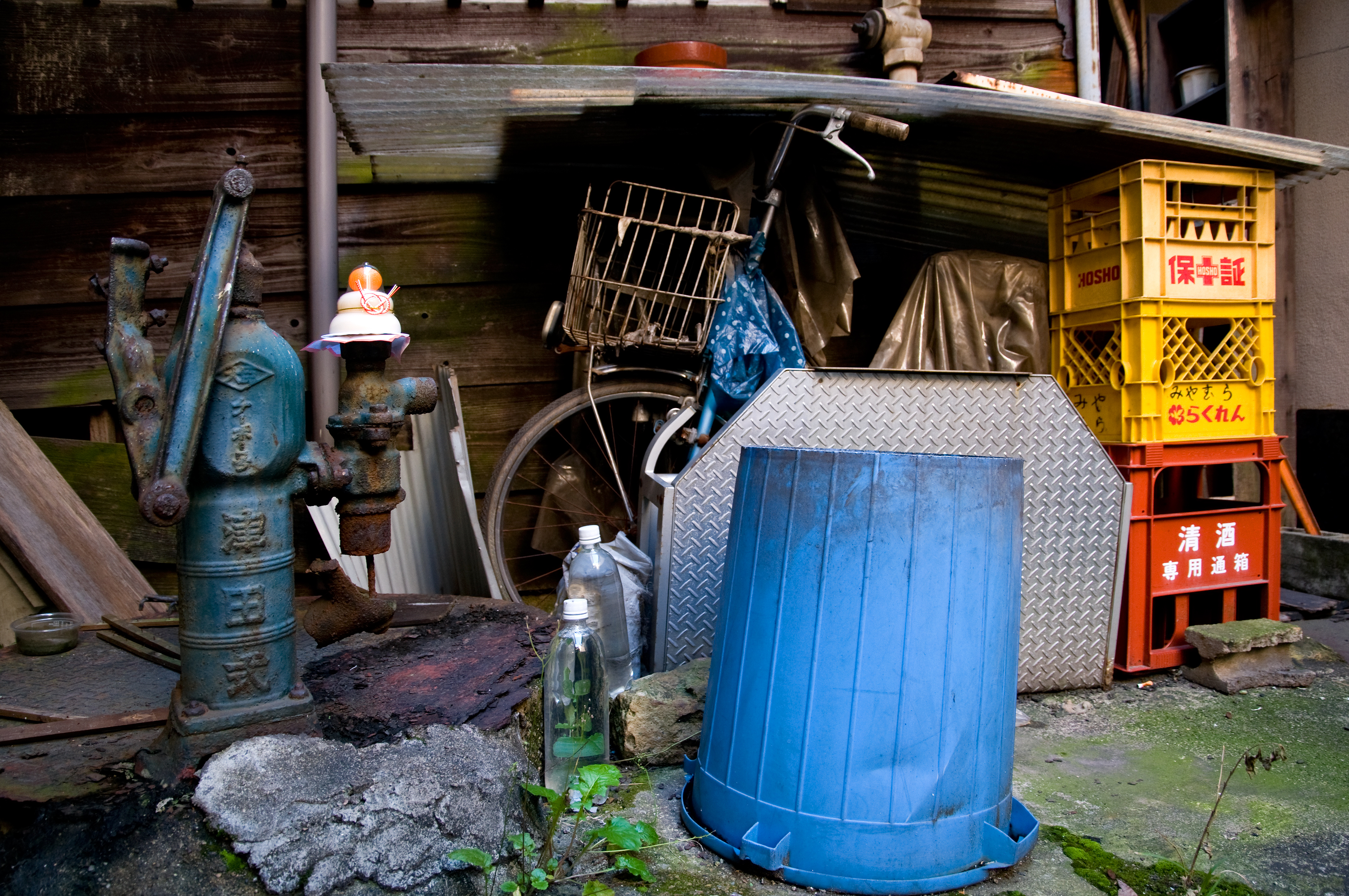
住居の勝手口に積まれた「がらくた」

がらくた（ガラクタ、我楽多、瓦落多、瓦落苦多）は使い道のない、役に立たないもののこと。値打ちのない雑多な品物や道具類などをいう。しかし後述のとおり、視点によっては価値を見いだされる場合もある。

## 語源
「がら」は「がらがら」という音、「くた」は「あくた」（芥）の略又は「朽ち」。

## 別の視点

### 収集趣味
- 骨董品のように、がらくたに分類された古物に価値を見出した収集家によってコレクションの対象とされることがある。

### リユース
- 自動車や重機、電子機器などのがらくたのうち、動作する可能性がある部品は「ジャンク品」として再販売されることがある。

### リサイクル
- スクラップ等の産業廃棄物（廃金属）もがらくたに分類されるが、リサイクルの観点からは重要かつ再生可能な資材へと変わる。近年はステンレス、鋼鉄といった材料に、再生市場のニーズが高まっている。
- 携帯電話など電子機器のがらくたは、電子回路に希少金属が含まれるため、これを収集してリサイクルするために、都市鉱山という概念が生まれている。